# Persone di cognome Svensson
| Questa pagina contiene informazioni ricavate automaticamente dalle voci biografiche con l'ausilio del template Bio e di un bot. L'aggiornamento è periodico e automatico e ricostruisce completamente la pagina. Se manca una persona in questa lista, sei pregato di non aggiungerla, ma accertati piuttosto che la sua voce biografica contenga il template Bio e che i dati anagrafici siano correttamente compilati. Se il template Bio manca, inseriscilo tu stesso o, in alternativa, metti l'avviso {{tmp\|Bio}} che ne segnala la mancanza. Se i dati riportati sono sbagliati, correggi direttamente la voce biografica; le modifiche saranno visibili in questa lista entro pochi giorni. Per chiarimenti vedi il progetto antroponimi. La lista contiene solo le 55 persone che sono citate nell'enciclopedia e per le quali è stato implementato correttamente il template Bio. Pagina aggiornata al 23 lug 2025. |

Questa è una lista di persone presenti nell'enciclopedia che hanno il cognome Svensson, suddivise per attività principale.

## Allenatori di calcio(3)
- Bo Svensson, allenatore di calcio e ex calciatore danese (Aalborg, n. 1979)
- Henning Svensson, allenatore di calcio e calciatore svedese (Partille, n. 1891 - Partille, † 1979)
- Tommy Svensson, allenatore di calcio e ex calciatore svedese (Växjö, n. 1945)

## Attori(1)
- Allan Svensson, attore svedese (Stoccolma, n. 1951 - Stoccolma, † 2024)

## Attrici(1)
- Gloria Swanson, attrice statunitense (Chicago, n. 1899 - New York, † 1983)

## Batteristi(1)
- Daniel Svensson, batterista svedese (Göteborg, n. 1977)

## Calciatori(19)
- David Svensson, ex calciatore svedese (Falkenberg, n. 1984)
- Gustav Svensson, calciatore svedese (Göteborg, n. 1987)
- Håkan Svensson, ex calciatore svedese (Halmstad, n. 1970)
- Jesper Svensson, ex calciatore svedese (Jönköping, n. 1990)
- Anders Svensson, ex calciatore svedese (Göteborg, n. 1976)
- Daniel Svensson, calciatore svedese (Stoccolma, n. 2002)
- Jonas Svensson, calciatore norvegese (Verdal, n. 1993)
- Karl Svensson, ex calciatore svedese (Jönköping, n. 1984)
- Kalle Svensson, calciatore svedese (Västerlöv, n. 1925 - Helsingborg, † 2000)
- Kurt Svensson, calciatore svedese (n. 1927 - † 2016)
- Magnus Svensson, ex calciatore svedese (Vinberg, n. 1969)
- Max Svensson, calciatore svedese (Teckomatorp, n. 1998)
- Michael Svensson, ex calciatore svedese (n. 1975)
- Niclas Svensson, ex calciatore svedese (n. 1970)
- Ola Tomas Svensson, ex calciatore svedese (n. 1967)
- Ola Svensson, ex calciatore svedese (n. 1964)
- Sven-Ove Svensson, calciatore svedese (n. 1922 - † 1986)
- Thorsten Svensson, calciatore svedese (Partille, n. 1901 - † 1954)
- Tore Svensson, calciatore svedese (n. 1927 - † 2002)

## Cantanti(4)
- Lill-Babs, cantante svedese (Järvsö, n. 1938 - Stoccolma, † 2018)
- Ola Salo, cantante e polistrumentista svedese (Avesta, n. 1977)
- Jill Svensson, cantante svedese (Jönköping, n. 1995)
- Ola, cantante svedese (Lund, n. 1986)

## Cavalieri(1)
- Sigurd Svensson, cavaliere svedese (n. 1912 - Stoccolma, † 1969)

## Fondisti(1)
- Oskar Svensson, fondista svedese (Falun, n. 1995)

## Hockeisti su ghiaccio(1)
- Kjell Svensson, hockeista su ghiaccio svedese (Södertälje, n. 1938)

## Lottatori(5)
- Egon Svensson, lottatore svedese (Malmö, n. 1913 - Malmö, † 1995)
- Fritiof Svensson, lottatore svedese (Bälinge, n. 1896 - Stoccolma, † 1961)
- Gottfrid Svensson, lottatore svedese (Uppsala, n. 1889 - Stoccolma, † 1956)
- Rudolf Svensson, lottatore svedese (Gudhem, n. 1899 - Stoccolma, † 1978)
- Per Svensson, lottatore svedese (Sollefteå, n. 1943 - Sundsvall, † 2020)

## Modelle(1)
- Catharina Svensson, modella danese (Copenaghen, n. 1982)

## Musicisti(1)
- Peter Svensson, musicista e produttore discografico svedese (Huskvarna, n. 1974)

## Nuotatori(1)
- Mats Svensson, ex nuotatore svedese (Borås, n. 1943)

## Ornitologi(1)
- Lars Svensson, ornitologo svedese (n. 1941)

## Pallamanisti(1)
- Tomas Svensson, ex pallamanista e allenatore di pallamano svedese (Eskilstuna, n. 1968)

## Pallanuotisti(1)
- Georg Svensson, pallanuotista svedese (Stoccolma, n. 1908 - Stoccolma, † 1970)

## Pentatleti(1)
- Fredrik Svensson, pentatleta svedese (n. 1976)

## Pianisti(1)
- Esbjörn Svensson, pianista svedese (Skultuna, n. 1964 - Stoccolma, † 2008)

## Politiche(1)
- Eva-Britt Svensson, politica svedese (Värnamo, n. 1946)

## Politici(1)
- Alf Svensson, politico svedese (Götlunda, n. 1938)

## Tennistavoliste(1)
- Marie Svensson, tennistavolista svedese (Simrishamn, n. 1967)

## Tenniste(1)
- Åsa Svensson, ex tennista svedese (Surahammar, n. 1975)

## Tennisti(2)
- Jonas Svensson, ex tennista svedese (Göteborg, n. 1966)
- Tenny Svensson, ex tennista svedese (Enslöv, n. 1952)

## Tiratori a volo(1)
- Marcus Svensson, tiratore a volo svedese (Härslöv, n. 1990)

## Tiratori di fune(1)
- Carl Svensson, tiratore di fune e sollevatore svedese (Stoccolma, n. 1879 - Sundbyberg, † 1956)

## Triplisti(1)
- Eric Svensson, triplista e lunghista svedese (Jönköping, n. 1903 - Falkenberg, † 1986)

## Velocisti(1)
- Artur Svensson, velocista svedese (Finspång, n. 1901 - Finspång, † 1984)